# Pomaria wootonii
Pomaria wootonii là một loài thực vật có hoa trong họ Đậu. Loài này được (Britton) B.B.Simpson miêu tả khoa học đầu tiên.